# Marta Frías Acedo
Marta Frías Acedo (Villamesías-Càceres, Extremadura, 29 d'octubre de 1980) és una àrbitra de futbol espanyola de la Primera Divisió Femenina. Pertany al Comitè d'Àrbitres de l'Aragó.

## Trajectòria
Va ascendir a la màxima categoria del futbol femení espanyol l'any 2017, quan aquesta va ser creada perquè la Primera Divisió Femenina d'Espanya fos dirigida únicament per àrbitres femenins.
Va debutar el 2 de setembre de 2017 a la Primera Divisió Femenina en un partit entre el RCD Espanyol contra el Reial Betis (1–0).

## Temporades
| Categoria       | País    | Any   |
| --------------- | ------- | ----- |
| Primera Divisió | Espanya | 2017- |

## Distincions individuals
| Distinció                    | Any     |
| Premi Zaragoza Dona i Esport | 2017    |
| ---------------------------- | ------- |
| Millor Àrbitra               | 2019-20 |